# Oligocentria delicatoides
Oligocentria delicatoides är en fjärilsart som beskrevs av Benjamin 1932. Oligocentria delicatoides ingår i släktet Oligocentria och familjen tandspinnare. Inga underarter finns listade i Catalogue of Life.